# Прощання з ніччю
«Прощання з ніччю» (фр. 	L'Adieu à la nuit) — французько-німецький драматичний фільм 2019 року, поставлений режисером Андре Тешіне з Катрін Денев та Кейсі Моттетом Кляйном у головних ролях. Світова прем'єра відбулася 12 лютого 2019 року на 69-му Берлінському міжнародному кінофестивалі, де фільм брав участь у позаконкурсній програмі .

## Сюжет
Мюріель розводить коней і управляє плантацією разом зі своїм діловим партнером з Магрибу. Упевнена в собі жінка, яка провела своє дитинство і юність в Алжирі, Мюріель, здається, насолоджується своїм гармонійним і повноцінним життям.
Одного разу її відвідує улюблений онук Алекс — за його словами, він планує поїздку до Канади, нібито, на роботу. Однак Мюріель незабаром розуміє, що в Алекса інші плани, і зовсім не ті, більш небезпечні задуми. І не в Канаду він збирається виїхати… Що робити, коли людина, яку ми любимо найбільше, стає ворогом твоєї країни?

## У ролях
| • Катрін Денев       | … | Мюріель |
| • Кейсі Моттет Кляйн | … | Алекс   |
| • Улая Амамра        | … | Ліла    |
| • Камель Лабруді     | … | Юсеф    |
| • Стефан Бак         | … | Біляль  |

## Знімальна група
- Автори сценарію — Амер Альван, Леа Місіус, Андре Тешіне
- Режисер-постановник — Андре Тешіне
- Продюсер — Олів'є Дельбо
- Виконавчий продюсер — Крістін де Жекель
- Асоційований продюсер — Емільєн Біньйон
- Співпродюсери — Нільс Корт-Пайєн, Каролін Дено-Нолле, Олів'є Пере, Ремі Бура, Мейнолф Цурхорст, Анна Дерре, Жан-Крістоф Симон Габор Греньє
- Оператор — Жульєн Ірш
- Композитор — Алексіс Ролт
- Монтаж — Альбертін Ластера
- Художник-постановник — Карлос Конті
- Художник-костюмер — Юрген Дерінг
- Художник-декоратор — Лізе Пео
- Підбір акторів — Мішель Насрі